# Allanit
Allanitul-(Ce)
(Ca,Ce,La)2 (Al,Fe2+,Fe3+)3 (Si3O12)(OH)
Se clasifică în allanit-(Ce), dacă ceriul este dominant și mai raul allanit-(Y), dacă ytriul este dominant. Ambele pot conține urme de elemente radioactive.Allanitul-(Ce) formează cristale tubulare sau prismatice, maro sau negre, dar apare și sub formă de agregate lamelare sau masive sau granule încastrate.Se găsește în granite sienite, pegmatite și anumite roci metamorfice.Localizări importante sunt în Norvegia,Suedia,Finlanda și Groenlanda.

Compoziție : Disilicat 
Sistem de cristalizare: Monoclinic 
Clivaj/Spărtura : Imperfect/De la concoidală la nergulată.
Luciu/Urma: Vitros, rășinos sau submetalic/maro-cenușie.
Densitate/Duritate: 5.5-6/3.5-4.2
Proprietăți-cheie: Formă, culoare, luciu.